# Квінел 1
Квінел 1 (англ. Quesnel 1) — індіанська резервація в Канаді, у провінції Британська Колумбія, у межах регіонального округу Карібу.

## Населення
За даними перепису 2016 року, індіанська резервація нараховувала 102 особи, показавши зростання на 39,7 %, порівняно з 2011-м роком. Середня густота населення становила 18,4 осіб/км².
З офіційних мов обидвома одночасно не володів жоден з жителів, тільки англійською — 100. Усього 25 осіб вважали рідною мовою не одну з офіційних, з них усі — одну з корінних мов.
Працездатне населення становило 56,2 % усього населення, рівень безробіття — 33,3 %.

## Клімат
Середня річна температура становить 5,4 °C, середня максимальна — 21,6 °C, а середня мінімальна — -15,1 °C. Середня річна кількість опадів — 522 мм.
| Клімат поселення                              | Клімат поселення | Клімат поселення | Клімат поселення | Клімат поселення | Клімат поселення | Клімат поселення | Клімат поселення | Клімат поселення | Клімат поселення | Клімат поселення | Клімат поселення | Клімат поселення | Клімат поселення |
| Показник                                      | Січ.             | Лют.             | Бер.             | Квіт.            | Трав.            | Черв.            | Лип.             | Серп.            | Вер.             | Жовт.            | Лист.            | Груд.            |                  |
| Середній максимум, °C                         | −1,61            | 2,72             | 7,84             | 13,08            | 17,98            | 21,55            | 20,88            | 20,55            | 15,53            | 9,54             | 2,30             | −3               |                  |
| Середня температура, °C                       | −8,36            | −4,04            | 1,09             | 6,33             | 11,22            | 14,79            | 17,24            | 16,88            | 11,89            | 5,90             | −1,36            | −6,65            |                  |
| Середній мінімум, °C                          | −15,13           | −10,8            | −5,67            | −0,43            | 4,46             | 8,03             | 13,57            | 13,24            | 8,22             | 2,24             | −5,01            | −10,32           |                  |
| Норма опадів, мм                              | 47               | 23               | 26               | 27               | 42               | 65               | 62               | 47               | 45               | 47               | 49               | 42               |                  |
| Середньомісячна швидкість вітру, м/с          | 1.91             | 2.00             | 2.20             | 2.40             | 2.22             | 2.01             | 1.90             | 1.70             | 1.72             | 2.04             | 2.17             | 2.10             |                  |
| Середньомісячна сонячна радіація, кДж/м²·день | 2603             | 5376             | 10455            | 15660            | 19309            | 21079            | 21111            | 17894            | 12027            | 6455             | 3021             | 1945             |                  |
| --------------------------------------------- | ---------------- | ---------------- | ---------------- | ---------------- | ---------------- | ---------------- | ---------------- | ---------------- | ---------------- | ---------------- | ---------------- | ---------------- | ---------------- |
| Джерело:                                      |                  |                  |                  |                  |                  |                  |                  |                  |                  |                  |                  |                  |                  |